# Robert Țicămucă
Robert Lucian Țicămucă (sinh ngày 19 tháng 6 năm 1999) là một cầu thủ bóng đá người România thi đấu cho Juventus București ở vị trí tiền đạo.